# Амосов (хутор)
Амо́сов — хутор в Белореченском районе Краснодарского края России. Входит в состав Школьненского сельского поселения.

## Географическое положение
Расположен в 10,6 км от центра поселения и в 26 км от районного центра.

## История
Согласно «Списку населённых мест Северо-Кавказского края» за 1925 год хутор Амосов входил в состав Новоалексеевского сельского совета Белореченского района Майкопского округа Северо-Кавказского края. На тот момент его население составляло 160 человек (67 мужчин и 93 женщины), общее число дворов — 27.
По данным поселенной переписи 1926 года по Северо-Кавказскому краю хутор относился к Архиповскому сельскому совету Белореченского района Майкопского округа. В нём имелось 30 хозяйств и проживало 170 человек (87 мужчин и 83 женщины), в том числе 140 украинцев и 30 русских.

## Население
| 1925 | 1926 | 2002 | 2010 |
| ---- | ---- | ---- | ---- |
| 160  | ↗170 | ↘99  | ↗110 |

## Улицы
- ул. Свободная.

## Памятники
В 1,12 км к востоку-юго-востоку от хутора находится группа курганов «Амосов» (2 насыпи), являющихся объектами археологического наследия.